# Energy Innsbruck
Energy Innsbruck è una stazione radio privata di Innsbruck. Trasmette da Vienna. La stazione radio appartiene alla NRJ Group ed è attiva in Innsbruck e dintorni dal 22 settembre 2008 alla frequenza 99,9 Mhz (dall'ottobre 2013 anche alle frequenze 107,7 MHz e 93,6 MHz). La stazione radio diffonde generalmente, come tutte le altre stazioni che apportengono alla NRJ Group, la musica pop. NRJ infatti è conosciuta internazionalmente come una radio per i giovani.

## Frequenze
- Innsbruck 99,9 MHz, 107,7 MHz
- Schönberg im Stubaital: 99,9 MHz
- Inzing: 107,7 MHz
- Wattens: 93,6 MHz
- Telfs 107,7 MHz
- Seefeld in Tirol 107,7 MHz
- Schwaz 93,6 MHz
- Jenbach 93,6 MHz
- Hall in Tirol 99,9 MHz , 93,6 MHz
- Rum 99,9 MHz, 107,7 MHz

## Torri di trasmissione di Energy Innsbruck
- Innsbruck-Schlotthof: 99,9 MHz (INNSBRUCK6)
- Inzing-Stiegelreith: 107,7 MHz
- Wattens: 93,6 MHz

## Programma
Una parte del programma è la stessa messa in onda dalla radio madre di Vienna. Tra le ore 22 e le 2 di notte trasmette Energy live, la musica delle discoteche locali. Ogni 30 minuti vengono diffuse notizie relative al Tirolo. Energy Innsbruck trasmette tutti i propri programmi in tedesco.